# زیردریایی تریبل (اس۶۱۹)
زیردریایی تِریبل (اس۶۱۹) (به فرانسوی: Terrible (S619)) یک زیردریایی است که طول آن ۱۳۸ متر (۴۵۳ فوت) می‌باشد. این زیردریایی  در سال ۲۰۰۸ ساخته شد.